# Прогрессивный транс
Прогрессивный транс или прогрессив-транс (англ. progressive trance) — подстиль музыкального жанра "Транс". Название жанра обусловлено тем, что в музыкальных мелодиях есть так называемые прогрессии (последовательное расположение аккордов и комплексно проработанных ударных, создающих ощущение развития и движения. Чаще всего они оформляются в виде аккордовых последовательностей, повторяемых музыкальных фраз и арпеджио.) Характерная скорость прогрессивного транса — 125—135 ударов в минуту. Мелодия и звуки производятся с помощью синтезаторов. Один из главных элементов музыки, с помощью которого создается гамма чувств у слушателя — это синтетические струнные, клавишные и духовые инструменты.
Прародителями прогрессив-транса считаются транс и прогрессив-хаус с его характерным и узнаваемым прямым битом (четыре удара в такт). Первые мотивы прогрессивного транса появились с частями трека без ударных инструментов, только с засемплированными отрывками фраз, мелодиями, тонами. Яркими примерами служат: Age Of Love — «The Age Of Love (Jam & Spoon Watch Out For Stella Club Mix)» и Paul van Dyk — «Love Stimulation».

## Исполнители
- Armin van Buuren
- ATB
- Above & Beyond
- Blank & Jones
- Chicane
- Ferry Corsten
- Jam & Spoon
- Omnia (музыкант)
- Gabriel & Dresden
- Rank 1
- Paul van Dyk
- Paul Oakenfold
- Tiesto